# أغوتمان
أغوتمان (بالفارسية: آغوتمان) هي مستوطنة تقع في إيران في قسم أيل غورك الريفي. يقدر عدد سكانها بـ 336 نسمة بحسب إحصاء 2016.